# Leopold Wlach
Leopold Wlach, né le 9 septembre 1902 à Vienne et mort le 7 mai 1956 dans la même ville, est un clarinettiste et professeur de clarinette autrichien. Il est le clarinettiste principal de l'Opéra d'État de Vienne et de la Philharmonie de Vienne.

## Biographie
Leopold Wlach étudie d'abord la clarinette à l'Académie de musique de Vienne avec Franz Bartolomey, puis avec Viktor Polatschek. Alors qu'il est encore étudiant, il  joue de la clarinette basse lors de la première de Sechs Lieder nach Gedichten von Georg Trakl de Webern en 1924. Avec un ensemble, il entreprend une tournée mondiale en 1926, et deux ans plus tard, il obtient un poste de clarinettiste à l'Opéra d'État de Vienne/à la Philharmonie de Vienne. Après l'émigration aux États-Unis de son ancien professeur et collègue d'orchestre Viktor Polatschek (de), Leopold Wlach passe à la clarinette solo et reprend son poste d'enseignant à l'Académie de musique de Vienne en 1931. Parmi ses élèves, on compte Alfred Prinz, Alfred Boskovsky et Karl Österreicher (de). Leopold Wlach est cofondateur de l'Ensemble à vent de la Philharmonie de Vienne,. En 1954, Leopold Wlach reçoit la Médaille d'or de la Société viennoise de Mozart. La même année, le clarinettiste est victime d'une crise cardiaque et, selon son élève Alfred Prinz, « n'est plus en état de faire son devoir ». Prinz remplace alors Wlach dans la Bläservereinigung et, après avoir remporté une audition, lui succède comme clarinettiste principal de la Philharmonie de Vienne.